# Filipo Tiago Broers
Dom Frei Filipo Tiago Broers, OFM (Oosterblokker, 13 de julho de 1916 — Caravelas, 26 de março de 1990) foi um bispo católico holandês, foi o primeiro bispo da Diocese de Caravelas.